# Vlag van Eijsden-Margraten

Vlag van de gemeente Eijsden-Margraten

De vlag van Eijsden-Margraten is op 18 december 2012 door de gemeenteraad van de Limburgse gemeente Eijsden-Margraten vastgesteld. De vlag is als volgt beschreven:
Door een gevierendeeld kruis gevierendeeld over de helft van de vlaglengte van wit en zwart, het kruis bovenaan de broekzijde en onderaan de vluchtzijde knoestig van rood en onderaan de broekzijde en bovenaan de vluchtzijde getand van geel, met aan de broekzijde boven een rode bol en onder een witte merlet en met aan de vluchtzijde boven een witte merlet en onder een rode bol.
Het is een rechthoekige vlag waarvan de hoogte en lengte zich verhouden als 3 : 2, verdeeld in vier kantons: 1 en 4 in wit met een kwart knoestig kruis en in het midden van het witte vlak een rode bol met een diameter van  1/5 van de vlaghoogte, 2 en 3 in zwart met een kwart getand kruis in geel en in het midden van het zwarte vlak een witte merlet met een hoogte van 1/5 van de vlaghoogte.
Het ontwerp komt overeen met het wapenschild van de gemeente. De symbolen zijn ontleend aan de gemeentewapens van Eijsden en Margraten; ze waren ook afgebeeld op de vlaggen van de voormalige gemeenten. Het ineengevlochten kruis drukt eensgezindheid en saamhorigheid in de nieuwe gemeente uit. De vlag doet ook denken aan de Bourgondische vlag.

## Verwante symbolen

Het wapen van Eijsden-Margraten
Het wapen van Eijsden
Het wapen van Margraten
?De vlag van Eijsden
?De vlag van Margraten
De vlag van Bourgondië

Beek 
· Beekdaelen 
· Beesel 
· Bergen 
· Brunssum 
· Echt-Susteren 
· Eijsden-Margraten 
· Gennep 
· Gulpen-Wittem 
· Heerlen 
· Horst aan de Maas 
· Kerkrade 
· Landgraaf 
· Leudal 
· Maasgouw 
· Maastricht 
· Meerssen 
· Mook en Middelaar 
· Nederweert 
· Peel en Maas 
· Roerdalen 
· Roermond 
· Simpelveld 
· Sittard-Geleen 
· Stein 
· Vaals 
· Valkenburg aan de Geul 
· Venlo 
· Venray 
· Voerendaal 
· Weert